# 絕地再生
是一部2005年科幻電影，由麥可·貝執導，伊旺·麥奎格和史嘉蕾·喬韓森領銜主演。本片結合1960年代至70年代反烏托邦科幻片，《華氏451度》、《五百年後》、《攔截時空禁區》 等片。電影花費1.26億美元製作， 北美票房僅開出近3600萬美元， 而在各地進帳1.27億美元，全球票房總計1.629億美元。

## 剧情
公元2019年，林肯・6E（Lincoln Six Echo，伊万·迈克格雷戈饰）以及乔丹・2D（Jordan Two Delta，史嘉蕾·喬韓森饰）和数百名居民一起居住在一个与世隔绝的类似于乌托邦的社区。在这个受到严密控管的高科技大楼中，他们和其它的居民一样，每天生活的一举一动都受到监控。而要脱離这种没有自由的、无比乏味的生活的唯一的机会就是獲选前往所谓的「神秘岛」。因为他们被告知，在历经一场生态浩劫之后，除了居住在这里的人是有幸生还者外，全世界的人类都因为污染而已经灭绝了，而「神秘岛」就是地球仅存的未受污染的世外桃源。 
最近林肯・6E每天晚上都在做的同一个噩梦，使得他越来越对周围的事物产生了怀疑。一次，林肯・6E发现了一只飞蛾，使他对「污染」一说产生了怀疑。强烈的好奇心驱使林肯・6E要弄个明白，于是一天晚上他偷偷地跑了出来，发现了一个骇人的事实：所谓的「神秘岛」根本不存在，那些被选中的人是要被解剖献出自己的器官。原来，这个乌托邦內的人都是外面世界一些有钱人的复制品，他们的存在只是为了给「原型」——有錢人所買的「人體保險」，提供各种更换用的活體器官——「零件」。为了求生和拯救好友乔丹・2D的生命，林肯・6E决定要逃离这个组织，来到了外面真实的世界。建造这个地方的公司为了保住聲譽和投資人，不計任何代價要在世人知道此事之前找回林肯・6E和乔丹・2D……

## 演員
- 伊万·迈克格雷戈 飾演 林肯・6E，湯姆・林肯的複製人，本尊為來自蘇格蘭的汽車與船艇設計師，因肝病而委託梅里克生技公司生產備份器官。
- 史嘉蕾·喬韓森 飾演 喬丹・2D，莎拉・喬丹的複製人，本尊為CK 與其他品牌的模特兒，有一個三歲的兒子。莎拉・喬丹在車禍中受傷需接受多重器官移植，最後陷入嚴重昏迷而死亡。
- 西恩·賓 飾演 梅里克博士，梅里克生技公司擁有者，也是複製人技術發明人。
- 杰曼·翰苏 飾演 阿爾伯特洛朗，法國傭兵公司承包商與國家憲兵干預組，奉命將林肯・6E與喬丹・2D帶回。
- 史蒂夫·布西密 飾演 詹姆斯・麥克・麥柯德，梅里克生技公司的設備維修主管，也是林肯・6E的好朋友。
- 迈克尔·克拉克·邓肯 飾演 史塔克威瑟・2D，國家美式橄欖球聯盟運動員的複製人。
- 伊森·菲利浦斯（英语：Ethan Phillips） 飾演 瓊斯・3E，林肯・6E的同事。
- 布萊恩・史特潘尼 飾演 甘杜・3E，情緒不穩定的複製人。
- 諾雅·蒂希比（英语：Noa Tishby） 飾演 梅里克生技公司廣播員。
- 西沃恩·弗林（英语：Siobhan Flynn） 飾演 利馬・1A，代孕用複製人。
- 凱斯琳·蘿絲·柏金斯（英语：Kathleen Rose Perkins） 飾演 洛朗的小組成員。
- 菲爾·阿布拉姆斯（英语：Phil Abrams） 飾演 Obgyn
- 凱蒂·波伊爾（英语：Katy Boye） 飾演 梅里克生技公司外科醫生。
- 蘭迪·奧格斯比（英语：Randy Oglesby） 飾演 梅里克生技公司外科醫生。
- 伊薇特·妮可·布朗（英语：Yvette Nicole Brown） 飾演 梅里克生技公司護士。
- 葛倫・莫舒瓦（英语：Glenn Morshower） 飾演 醫療物品快遞飛行員。
- 邁可·卡納萬（英语：Michael Canavan） 飾演 梅里克生技公司的醫生。
- 瑪麗·帕特·格里森（英语：Mary Pat Gleason） 飾演 梅里克生技公司的餐廳員工。
- 惠特尼·迪倫（英语：Whitney Dylan） 飾演 梅里克生技公司客務職員。
- 米琪·馬丁（英语：Mitzi Martin） 飾演 梅里克生技公司的主播。
- 唐・克利奇（英语：Don Creech） 飾演 林肯6E夢境裡出現的人物。
- 肖妮·史密斯 飾演 蘇西，麥柯德的女朋友。
- 克里斯·艾利斯（英语：Chris Ellis (actor)） 飾演 酒吧的調酒師。
- 唐·麥可·保羅 飾演 酒吧的客人。
- 艾力克·斯通斯特里特 飾演 酒吧的客人與卡車司機。
- 特倫特·福特（英语：Trent Ford） 飾演 CK品牌與莎拉・喬丹一起拍廣告的的模特兒。
- 馬克・克里斯多夫・勞倫斯（英语：Mark Christopher Lawrence） 飾演 洛杉磯的建築工——末是複製，只有名為湯姆林肯。
- 金·高斯 飾演 查爾斯・惠特曼，梅里克生技公司的公關主任。
- 湯姆·艾福利特（英语：Tom Everett） 飾演 美国总统，在梅里克生技公司也有複製人。
- J·P·曼諾克斯 飾演 7F世代複製人。

## 外部連結
- 互联网电影数据库（IMDb）上《絕地再生》的资料（英文）
- AllMovie上《絕地再生》的资料（英文）
- 爛番茄上《絕地再生》的資料（英文）
- Metacritic上《絕地再生》的資料（英文）
- Box Office Mojo上《絕地再生》的資料（英文）